# Yagyū Ichizoku no Inbō
Yagyū Ichizoku no Inbō (柳生一族の陰謀, conosciuto anche col titolo internazionale The Yagyu Conspiracy o Shogun's Samurai) è un film del 1978 diretto da Kinji Fukasaku.

## Trama
In seguito alla morte dello Shogun, si viene a capire che il decesso di questi non è puramente casuale e che esiste un mandante di questa. Questi è stato assassinato perché voleva che il suo figlio più anziano salisse al trono. Nasce dunque una guerra tra il figlio più anziano e quello più giovane. I guerrieri iniziano a giurare fedeltà gli uni al più anziano, gli altri al più giovane. Il complotto per mettere un fratello contro l'altro è segretamente controllato da una famiglia, gli Yagyu, un gruppo di guerrieri che hanno allenato la famiglia dello Shogun nell'arte della spada. Un gruppo di nobili imperiali sta segretamente controllando - a sua volta - gli Yagyu, e tiene le redini della partita, sperando di indebolire il potere dello Shogun e di rinforzare quello dell'Imperatore com'era un tempo.

## Influenza culturale
Il tema principale della colonna sonora di Yagyū Ichizoku no Inbō è stato utilizzato nel 2003 da Tarantino in Kill Bill: Volume 1. Nel film lo possiamo ascoltare durante il dialogo tra Beatrix Kiddo e Sofie Fatale sulla sua "infame vita".

## Altri media
Visto il successo del film, la Toei Company. ne trasse una serie TV di successo con protagonista Sonny Chiba nel ruolo di Yagyu Jubei, dal titolo in italiano de I samurai dello Shogun.